# 上郷クローブ座
越後妻有「上郷クローブ座」（えちごつまり かみごうクローブざ）は、新潟県津南町上郷宮野原にある舞台芸術の拠点施設。

## 概要
越後妻有地域で3年に一度開催されている「大地の芸術祭　越後妻有アートトリエンナーレ」におけるパフォーミングアーツの拠点、人々が集う場所として旧上郷中学校を改修設計し2015年にオープンした施設。作品の展示のみならずパフォーマーと地元、都市と地域の交換の場としての機能を担う。新潟県中魚沼郡津南町の西部、上郷宮野原に所在。

## 主な施設・設備
1. 劇場　体育館を改装した劇場。音響・照明・可動客席。体育館としての利用も可能。
2. 宿泊 教室を改装した客室、計32床。共用の自炊室、シャワールーム。
3. 飲食　イベント期に地元の女衆が提供する演劇仕立ての地産地消レストラン[2]。
4. アート　大地の芸術祭に関連した作品群。
5. 工房　演劇用の大道具、小道具作成用の工房。
6. 多目的室　小規模稽古スペース。

## 交通

### 車
- 塩沢石打ICから国道353号・国道117号を経由し約50分
- 津南町役場より国道117号線を長野方面へ約10分

### 公共交通
- JR飯山線 森宮野原駅より東へ徒歩約20分
- 南越後観光バス YS 越後湯沢駅=清津峡=津南=森宮野原駅 線 「逆巻」バス停より徒歩約1分